# Ioan Georgea
Ioan Georgea (n. 1872, Bălan – d. 1938, Arad) a fost un delegat în Marea Adunare Națională de la Alba Iulia, organismul legislativ reprezentativ al „tuturor românilor din Transilvania, Banat și Țara Ungurească”, cel care a adoptat hotărârea privind Unirea Transilvaniei cu România, la 1 decembrie 1918.:p. 82

## Biografie
Ioan Georgea a studiat la Institutul Teologic din Arad, slujind la începutul carierei, între anii 1896-1906 ca protopop în parohia Buteni, din județul Arad. Din 1906, a fost protopop la Ineu, slujind acolo și dupa 1918.A decedat la Arad in 1938.:p. 82

## Activitatea politică

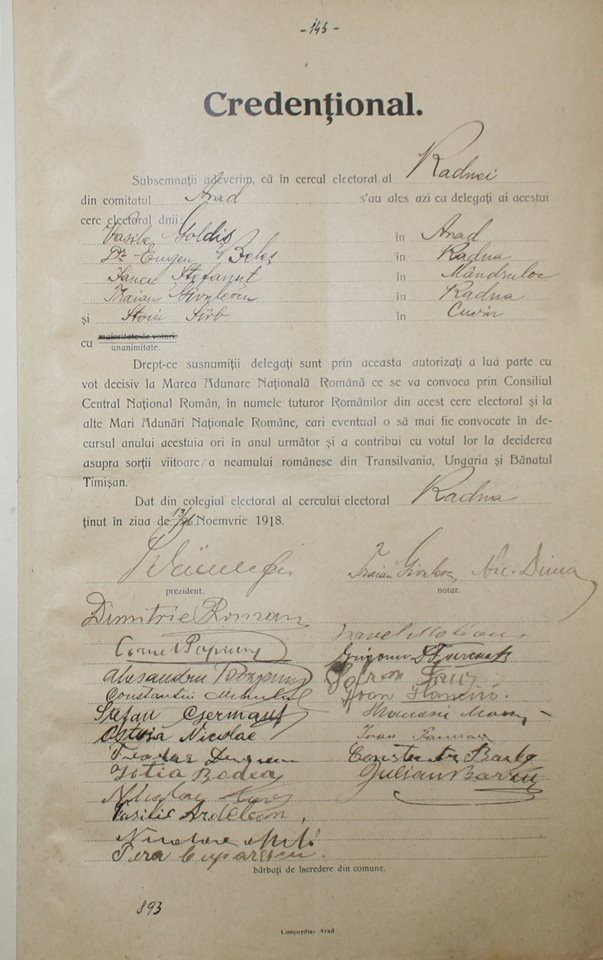
Credențional

A organizat clubul P.N.R. din Buteni.Ca deputat în Adunarea Națională din 1 decembrie 1918 a reprezentat, ca delegat de drept, Protopopiatul Ineu.:p. 82